# Альфонсо VII Император
Альфонсо VII Император (исп. Alfonso VII el Emperador; 1 марта 1105, Кальдас-де-Рейес — 21 августа 1157, Ла-Фреснеда) — король Галисии с 1111 года, король Леона с 1126 года, король Кастилии с 1127 года. Сын Урраки, королевы Кастилии, и Раймунда Бургундского. Первый испанский король из Бургундской династии.

## Король Галисии
Когда после смерти Раймунда, отца Альфонсо, его мать Уррака в 1109 году повторно вышла замуж за короля Арагона Альфонсо I Воителя и последний стал внедрять в Кастилию на видные посты своих людей, это вызвало недовольство местной знати. Очагом восстания стала Галисия, тем более что согласно брачному договору сын Урраки Альфонсо, граф Галисии, лишался права наследовать престолы Кастилии и Леона. Вожди восстания Педро Фройлас, граф Трава, и Диего Хельмирес, епископ Компостельский, объявили себя защитниками прав инфанта. Они потерпели военное поражение от арагонского короля, но не смирились, и в 1111 году Хельмирес в своей метрополии Сантьяго-де-Компостела короновал инфанта Альфонсо (с согласия Урраки) как короля Галисии (хотя до этого Галисия была только графством). После этого последовали новые столкновения и развод Урраки с Альфонсо Арагонским.

## Вступление на троны Леона и Кастилии
9 марта 1126 года, через день после смерти матери, Альфонсо VII прибыл в Леон, где в возрасте 19 лет в церкви Санта-Мария был провозглашен королём Леона. После коронации его задачей стало восстановление реальной власти над Кастилией, которую контролировал Альфонсо I, король Наварры и Арагона. Войска обоих королей сошлись в долине Тамара, но сражения не произошло, и в июне 1127 года между Кастилией и Арагоном был заключен Тамарский мирный договор, фиксировавший границы этих государств.
После этого Альфонсо VII двинулся в Португалию, чтобы принудить к повиновению тетку по матери — Терезу Леонскую, графиню Португальскую. Разбив её войска, он принудил её признать его сеньором в 1128 году. Впрочем, в том же году она потеряла власть, потерпев поражение при Сан-Мамеди близ Гимарайнша от собственного сына Афонсу Энрикиша, который в свою очередь вторгся в Галисию в 1130 году, отчего конфликт возобновился.
В 1128 году Альфонсо женился на Беренгарии, дочери графа Барселоны Рамона Беренгера III, а в 1130 году сместил с должностей епископов Леона, Саламанки и Овьедо, недовольных этим браком. Это вызвало мятеж знати во главе с Педро Гонсалесом де Лара в Паленсии, подавленный королём.

## Конфликт с Арагоном и Наваррой
В 1134 году Альфонсо I Воитель умер, не оставив потомства. Альфонсо VII тут же выставил притязания на престолы Арагона и Наварры как праправнук Санчо III Наваррского. Однако арагонская знать выступила на стороне брата покойного короля — Рамиро, вошедшего в историю как Рамиро II Монах, а наваррцы выдвинули кандидатуру Гарсии Рамиреса, ставшего королём Наварры Гарсией IV. Таким образом, Альфонсо VII не получил больше корон, но захватил обширные территории до реки Эбро, в том числе Сарагосу, которую передал Гарсии Наваррскому в обмен на вассальную присягу.

## Принятие императорского титула
26 мая 1135 года, чтобы подкрепить претензию на положение сильнейшего монарха Испании, Альфонсо VII короновался в Леонском соборе как император всей Испании (Imperator totius Hispaniae). Коронацию провел легат папы Иннокентия II, на ней присутствовали и принесли оммаж новому императору его шурин Рамон Беренгер IV (граф Барселоны), его кузен Гарсия IV, король Наварры (правнук, как и он, Санчо III Наваррского), граф Тулузы Альфонс I Иордан, ряд сеньоров Южной Франции, граф Урхеля Арменголь VI и даже несколько арабских эмиров, в том числе «король» Сафадола (Саиф ад-Даула), он же Бени-Худ аль-Мустансир, властитель Руэды. Ни Афонсу Энрикиш, граф Португалии, ни король Арагона Рамиро II не явились. Португалец окончательно признал себя императорским вассалом только в 1143 году по соглашению в Саморе, уже как король Португалии Афонсу I, после чего и тот признал за ним королевское достоинство (вассал императора мог быть королём).

## Участие в Реконкисте
С 1139 года Альфонсо VII начал борьбу с альморавидами Южной Испании, устраивая грабительские походы и подстрекая союзных арабских вождей, таких, как Сафадола и ибн Марданиш, эмир Валенсии и Мурсии, известный у испанцев как «король Волк». В 1139 году взял крепость Кольменар-де-Ореха, откуда мавры могли угрожать Толедо, в 1142 году Корию, в 1144 году Хаэн и Кордову, хотя долго удерживать последние не мог.
В 1146 году в Испанию вторглись Альмохады, призванные на помощь Альморавидами. Альфонсо VII заключил против них союз с Рамоном Беренгером IV, к тому времени уже регентом Арагона от имени жены, с королём Наварры Гарсией IV, а также некоторыми арабскими князьями, прежде всего родом Бану Гания. При помощи генуэзцев, пизанцев и графа Барселонского ему удалось в 1147 году взять Альмерию. Впрочем, в 1157 году Альмохады сумели вернуть себе этот город.
Умирая, Альфонсо VII разделил владения между сыновьями, оставив Леон Фернандо, а Кастилию — Санчо, чем нанес ущерб делу объединения Испании.

## Браки и дети
Жена: с ноября 1128 года Беренгария Барселонская (ок. 1116 — 15/31 января 1149), дочь Рамона Беренгера III, графа Барселоны. От этого брака родилось семеро детей:
- Санчо III (1134—1158), преемник Альфонсо VII на королевском престоле Кастилии.
- Рамон (1136—1151)
- Фернандо II (1137—1188), преемник Альфонсо VII на королевском престоле Леона.
- Санча (1137—1179) Жена Санчо VI, короля Наварры.
- Констанция (ок. 1140—1160); муж: с 1154 Людовик VII, король Франции.
- Гарсия (1142—1146)
- Альфонсо (1145—1149)

2-я жена: с 1152 года Рыкса Польская, дочь Владислава II Изгнанника, князя Силезии и Кракова. От этого брака родилось двое детей:
- Фернандо (1153—1155)
- Санча (1155—1208) Жена Альфонсо II, короля Арагона.

Также у Альфонсо VII была незаконные дети от любовницы Гантроды:
- Уррака (1126—1189), жена Гарсии IV, короля Наварры.
- Эстефания (1150—1180)